# Quan điểm khoa học về biến đổi khí hậu

Tương quan giữa dữ liệu nhiệt độ trung bình toàn cầu của các nguồn khác nhau, gồm NASA, NOAA, Berkeley Earth, và cơ quan khí tượng của Anh và Japan

Nhìn chung, hiện nay các nhà khoa học đang có quan điểm thống nhất rằng Trái Đất đang ấm lên và sự nóng lên này chủ yếu là do hoạt động của con người. Sự thống nhất này thể hiện qua nhiều nghiên cứu về ý kiến của các nhà khoa học và khẳng định của các tổ chức khoa học, đồng ý với báo cáo tổng hợp của Ủy ban Liên chính phủ về Biến đổi Khí hậu (IPCC).

Hầu hết các nhà khoa học khí hậu đang hoạt động và đa số các nghiên cứu (97–98%) ủng hộ đồng thuận khoa học về sự biến đổi khí hậu do con người, và 2% nghiên cứu đối lập còn lại hoặc không thể được tái hiện hoặc chứa lỗi sai.

## Quan điểm đồng thuận
Quan điểm khoa học thống nhất hiện nay là:
- Khí hậu Trái Đất đã ấm lên đáng kể tính từ những năm cuối thế kỷ 19.[a]
- Hoạt động của con người (chủ yếu là thải khí nhà kính) là nguyên nhân chính.
- Khí thải kéo dài sẽ làm tăng nguy cơ và mức độ nghiêm trọng của tác động toàn cầu.
- Con người và quốc gia có thể hành động và hợp tác nhằm làm chậm tốc độ ấm lên, đồng thời chuẩn bị cho biến đổi khí hậu không tránh khỏi và những hệ quả của nó.

Một vài nghiên cứu về đồng thuận này đã được tiến hành. Một trong số đó là một nghiên cứu năm 2013 gồm hơn 12.000 tóm tắt của bài viết được bình duyệt về khoa học khí hậu xuất bản từ 1990, với hơn 4.000 bài thể hiện ý kiến về nguyên nhân của hiện tượng ấm lên toàn cầu trong thời gian gần. Trong số đó, 97% đồng ý, trực tiếp hoặc gián tiếp, rằng ấm lên toàn cầu đang diễn ra và do con người gây nên. Sự ấm lên này "rất có khả năng" gây ra bởi "hoạt động con người, đặc biệt là sự thải khí nhà kính" vào bầu khí quyển. Sự thay đổi tự nhiên sẽ chỉ gây ra một sự giảm nhiệt nhỏ thay vì một hiệu ứng ấm lên.
Quan điểm khoa học này được thể hiện qua các báo cáo tổng hợp, các cơ quan khoa học quốc gia và quốc tế, và qua các khảo sát về quan điểm của các nhà khí hậu học. Các nhà khoa học, đại học, và phòng thí nghiệm độc lập cũng góp phần hình thành quan điểm khoa học chung thông qua các bài báo được bình duyệt, và các sự đồng thuận và xác suất tương đối của chúng được tóm tắt trong những báo cáo và phân tích tương ứng.
Báo cáo đánh giá thứ năm của IPCC được hoàn thành năm 2014 tại Copenhagen. Kết luận của báo cáo được tóm tắt như sau:
- "Sự ấm lên của hệ thống khí hậu là không thể chối cãi, và kể từ thập niên 1950, nhiều sự biến đổi được đo đạc ở mức độ chưa từng có trong hàng thập kỷ đến thiên niên kỷ".[17]
- "Nồng độ khí quyển của cacbon đioxít, mêtan, và nitơ đioxít đã tăng đến ngưỡng chưa từng thấy trong 800.000 năm qua".[18]
- Tác động của con người lên hệ thống khí hậu là rõ ràng.[19] Rất có khả năng (xác suất 95–100%)[20] là tác động của con người là nguyên nhân chính gây nên ấm lên toàn cầu từ giữa thế kỷ 20.[12]
- "Cường độ ấm lên tăng cao làm tăng nguy cơ hậu quả xảy ra nghiêm trọng, lan rộng, và không thể hồi phục được".[21]
- "Rủi ro đến từ tác động của biến đổi khí hậu có thể được giảm bằng cách giới hạn tốc độ và cường độ của biến đổi khí hậu".[21]
- Nếu không có chính sách mới để giảm thiểu biến đổi khí hậu, nhiệt độ trung bình toàn cầu năm 2100 được dự đoán sẽ tăng 3,7 đến 4,8 °C, so với mức tiền công nghiệp (giá trị trụng vị; khoảng từ 2,5 đến 7.8 °C bao gồm sự bất định trong thời tiết).[22]
- Tiến trình xả thải khí nhà kính toàn cầu hiện tại không thể giới hạn ấm lên toàn cầu xuống dưới 1,5 hay 2 °C, so với mức tiền công nghiệp.[23] Cam kết theo Thỏa thuận Cancún nhìn chung tương thích với những viễn cảnh hiệu quả với "khả năng" (xác suất 66–100%) giới hạn ấm lên toàn cầu năm 2100 dưới 3 °C, so với mức tiền công nghiệp.[24]

Tác động làm ấm của khí nhà kính trong bầu khí quyển đã tăng đáng kể trong vài thập kỷ qua. Năm 2017, chỉ số khí nhà kính hàng năm là 1,42, tăng gần 40% kể từ năm 1990.

Một số cơ quan khoa học đã khuyến cáo chính sách cụ thể cho chính phủ, và khoa học cũng đóng vai trò quan trong trong việc ứng phó hiệu quả với biến đổi khí hậu. Tuy nhiên, quyết định chính sách có thể cần xem xét về tính đúng đắn, nên không được tính trong những khảo sát ý kiến khoa học.
Hiện không có tổ chức quốc gia hay quốc tế nào giữ quan điểm đối lập với bất kỳ điều nào trong những điểm chính trên. Tổ chức quốc gia hay quốc tế phản đối gần đây nhất là Hiệp hội Nhà địa chất Dầu mỏ Hoa Kỳ, đã cập nhật phát biểu của mình năm 2007, giữ vị trí trung lập.